# Urchin
Urchin var ett brittiskt hårdrocksband. Det bildades omkring 1977 av Adrian Smith. Även Dave Murray var medlem i bandet. Bandet har spelat in en låt som senare släpptes som b-sida på Iron Maidens singel "Wasted Years".  Murray lämnade senare Urchin för att gå med i Iron Maiden och senare lämnade även Adrian Urchin för Iron Maiden, där han ersatte Dennis Stratton.

## Medlemmar
Senaste medlemmar
- Adrian Smith – gitarr (1974–1980), sång (1977–1980)
- Andy Barnett – gitarr (1978–1980)
- Richard Young – keyboard (1979–1980)
- Alan Levett – basgitarr, gitarr (1976–1980)
- Barry Tyler – trummor (1974–1980)

Tidigare medlemmar
- Maurice Coyne – gitarr (1974–1978)
- David Hall – sång (1975–1977)
- John Hoye – basgitarr (1974–1976)
- Dave Murray – gitarr (1977–1978)

## Diskografi
Studioalbum
- 2010 – High Roller

Singlar
- 1977 – Black Leather Fantasy
- 1978 – She's a Roller

Samlingsalbum
- 2004 – Urchin
- 2012 – Get Up and Get Out